# Francesco Rosi
Francesco Rosi (Nápoly, 1922. november 15. – Róma, 2015. január 10.) BAFTA-díjas olasz filmrendező, forgatókönyvíró. Lánya, Carolina Rosi (1966) színésznő.

## Életpályája
Francesco Rosi Nápolyban született és nőtt fel. Egyetemi tanulmányait a Nápolyi Egyetem jogi szakán végezte. 1943-ban néhány egyetemista társával együtt letartóztatták a nácik elleni fellépésük miatt. Sikerült megszöknie és ezután Toszkánában rejtőzött el. 1944-től a rádiónál dolgozott. 1946-ban Rómában Ettore Giannini színházi asszisztense volt. Első filmes megbízása Luchino Visconti felkérése volt a Vihar előtt (1948) című film asszisztensi munkájára. Ezután Michelangelo Antonioni, és Mario Monicelli, majd ismét Visconti, aztán pedig Luciano Emmer asszisztense volt. 1951-től forgatókönyvíró. 1956-ban Vittorio Gassman társrendezője volt. 1957-től rendező.
Filmjei erősen politikai indíttatású, élesen társadalombíráló alkotások.

## Filmjei
- A fegyverszünet (1997)
- Nápolyi napló (1992)
- Tisztességes gyilkosok (1990)
- 12 olasz város - 12 olasz filmrendező (1989) (12 olasz rendező készített egy-egy rövidfilmet kedvenc városáról, köztük Rosi is)
- Egy előre bejelentett gyilkosság krónikája (1987)
- Quo vadis? (1985)
- Carmen (1984)
- Három fivér (1980)
- Krisztus megállt Ebolinál (1979)
- Kiváló holttestek (1976)
- Lucky Luciano (1973)
- A Mattei-ügy (1972)
- Tűz a Monte Fiorón (1970)
- Volt egyszer (1966)
- Az igazság pillanata (1965)
- Kezek a város felett (1963)
- Salvatore Giuliano (1962)
- Gyilkosság Szicíliában (1961)
- A zsibárusok (1959)
- A kihívás (1958)
- A bigámista (1956)
- Kean, a zseni (1956)
- Római történetek (1955)
- Érzelem (1954)
- Párizs az Párizs (1951)
- Szépek szépe (1951)
- Vihar előtt (1948)

## Díjai
- Ezüst Szalag díj (1959, 1963, 1981)
- Berlini Nemzetközi Filmfesztivál, Ezüst Medve díj a legjobb rendezőnek (1962) Gyilkosság Szicíliában
- Golden Globe-díj (1963) Gyilkosság Szicíliában
- Velencei Arany Oroszlán díj (1963) Kezek a város felett
- David di Donatello-díj (1965, 1976, 1979, 1981, 1985, 1988, 1997, 2006)
- Cannes-i Arany Pálma-díj (1972) A Mattei-ügy
- a moszkvai nemzetközi filmfesztivál aranydíja (1979) Krisztus megállt Ebolinál
- BAFTA-díj a legjobb filmnek (1983) Krisztus megállt Ebolinál
- Akira Kuroszava-díj (1997)
- Isztambuli életműdíj (1998)
- Montréali nagydíj (2000)